# Filiberto Ferrero

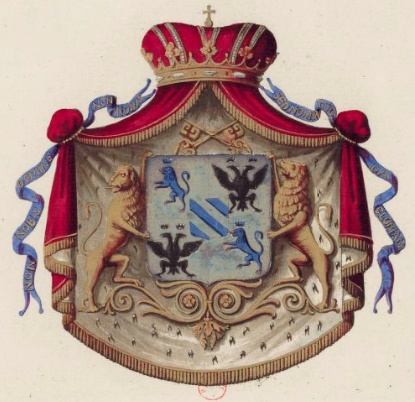
Stemma Ferrero di Biella

Filiberto Ferrero (Biella, 1500 – Roma, 14 agosto 1549) è stato un cardinale, vescovo cattolico e diplomatico italiano.

## Biografia
Nacque nel 1500, primogenito di Goffredo Ferrero, marchese di Bordolano, e della seconda moglie Margherita Sanseverino, marchesa di Bordolano. Era fratello del cardinale Pier Francesco Ferrero, nipote dei cardinali Giovanni Stefano Ferrero e Bonifacio Ferrero e imparentato anche con il cardinale Antonio Ferrero.
Il 17 maggio 1518 fu eletto vescovo di Ivrea e fu costituito amministratore fino al raggiungimento dell'età canonica prevista di 27 anni. Fu elemosiniere del re di Francia a partire dal 1528.
Nel 1530 fu nominato ambasciatore del duca di Savoia presso la Repubblica di Venezia. Il 12 novembre 1532 fu nominato nunzio apostolico presso il duca di Savoia.
Nello stesso anno, il 28 dicembre fu consacrato vescovo dal cardinale Bonifacio Ferrero, co-consacranti Onofrio Bartolini de' Medici, arcivescovo di Pisa e Guglielmo, vescovo titolare di Nicomedia. Nella stessa funzione fu consacrato Rodolfo Pio, vescovo di Faenza.
Fu governatore di Piacenza a partire dal 1534. Fu abate commendatario di San Michele della Chiusa, dal 1535 al 1538 e poi ancora dal 1539 e il 1549.
Il 26 aprile 1537 il Papa lo nominò nunzio apostolico in Francia e rimase in quest'incarico fino all'11 marzo 1541.
Il 28 ottobre 1537 ebbe in commenda anche l'abbazia di Santo Stefano, nella diocesi di Ivrea.
Papa Paolo III lo elevò al rango di cardinale nel concistoro dell'8 aprile 1549. Il 10 maggio dello stesso anno ricevette la berretta cardinalizia e il titolo di San Vitale.
Morì a Roma il 14 agosto 1549. I suoi resti furono trasferiti a Biella e sepolti nella tomba di famiglia.

## Genealogia episcopale
La genealogia episcopale è:
- Vescovo Andrea Novelli
- Cardinale Giovanni Stefano Ferrero
- Cardinale Bonifacio Ferrero
- Cardinale Filiberto Ferrero